# Vilíssovo
Vilíssovo (en rus: Вилисово) és un poble del krai de Perm, a Rússia, que en el cens del 2010 tenia 38 habitants.